# Беттс, Муки
Маркус Линн «Муки» Беттс (англ. Markus Lynn «Mookie» Betts, 7 октября 1992, Нашвилл, Теннесси) — американский бейсболист, игрок правый полевой, игрок второй базы, и шортстоп клуба Главной лиги бейсбола «Лос-Анджелес Доджерс». Победитель Мировой серии 2018 года в составе «Бостон Ред Сокс» и Мировой серии 2020 года в составе «Доджерс». Самый ценный игрок Американской лиги 2018 года. Четырёхкратный участник Матча всех звёзд лиги. Дважды становился обладателем награды Сильвер Слаггер и три раза получал Золотую перчатку. В 2018 году вошёл в Клуб 30-30.
Беттс на профессиональном уровне играет в боулинг, участвует в турнирах Профессиональной ассоциации боулеров.

## Биография

### Ранние годы
Беттс родился 7 октября 1992 года в Нашвилле, Теннесси. Прозвище Муки ему дала мать, Дайана Коллинз, в честь своей сестры. Родители с детства поощряли его занятия спортом, но в детскую бейсбольную команду он попал с трудом — большинство тренеров считали его слишком маленьким. Первые несколько лет Муки тренировала мать. Она же научила его играть в боулинг. В старшей школе Беттс также играл в баскетбол.
После окончания школы он планировал поступать в университет Теннесси, но на драфте Главной лиги бейсбола 2011 года Беттса в пятом раунде выбрал клуб «Бостон Ред Сокс». Муки сделал выбор в пользу профессиональной карьеры и подписал контракт на сумму 750 тысяч долларов.

### Младшие лиги
После подписания контракта Беттс был отправлен в фарм-клуб «Ред Сокс» в Лиге Галф-Кост, но уровне новичков он сыграл только в одном матче. Сезон 2012 года Муки начал в составе «Лоуэлл Спиннерс». Он играл на позиции шортстопа, но затем, с появлением в команде Девина Марреро, перешёл на вторую базу. В А-лиге Беттс демонстрировал хладнокровие в игре на бите, занимая базы в 35,2 % случаев, но не проявил себя как силовой отбивающий. Портал Baseball America осенью 2012 года поставил его на 31 место в рейтинге перспективных игроков «Ред Сокс».
В 2013 году Муки сыграл за две команды. Сезон он начал в «Гринвилл Драйв», а по его ходу был переведён в «Сейлем Ред Сокс». Беттс стал лучше отбивать и по ходу чемпионата выбил пятнадцать хоум-ранов. Также он украл тридцать восемь баз и проходил на первую базу за счёт уоков чаще, чем получал страйкауты. Осенью Муки играл за фарм-команду «Бостона» в Аризонской лиге, где был включён в сборную звёзд. По итогам 2013 года он получил награду Лучшему игроку нападения младших лиг в системе «Ред Сокс».
Последние уровни младших лиг Беттс преодолел в сезоне 2014 года. В первой его части он выступал за «Портленд Си Догз» и «Потакет Ред Сокс». В конце июня Муки был вызван в основной состав «Ред Сокс» и дебютировал в Главной лиге бейсбола.

### Главная лига бейсбола
В 2014 году в играх Главной лиги бейсбола Беттс выходил на биту 213 раз и отбивал с показателем 29,1 %. Он выбил пять хоум-ранов и украл семь баз. Прорывным для него стал следующий сезон. Муки стал отбивать сильнее, делая больше экстра-бейс-хитов. Также он остался одним из лучших бегущих в лиге, хотя украл только двадцать одну базу. В качестве негативных моментов отмечали снизившееся число уоков и чрезмерную агрессивность в защите, приведшую к нескольким травмам.
По итогам чемпионата 2016 года Беттс закрепился в статусе одной из звёзд лиги. Он вошёл в число пяти лучших бейсболистов в нескольких статистических категориях, а по показателю полезности WAR для полевых игроков уступил только Майку Трауту. Муки получил Золотую перчатку как один из лучших игроков защиты. Он также стал первым после Теда Уильямса игроком «Ред Сокс», проведшим за сезон две игры с тремя выбитыми хоум-ранами.
После отличного выступления в 2016 году, следующий сезон Беттс провёл слабее. В первую очередь это коснулось его игры на бите. После перерыва на Матч всех звёзд он отбивал с показателем всего 23,6 %, несмотря на снизившийся до 11 % показатель страйкаутов. В защите он сыграл на высоком уровне и второй год подряд получил Золотую перчатку. Также он сохранил свои позиции в числе лучших раннеров лиги.
Сезон 2018 года стал для Беттса лучшим в карьере. В играх регулярного чемпионата он отбивал с показателем 34,6 %, выбил тридцать два хоум-рана, набрал восемьдесят RBI и украл тридцать баз. «Ред Сокс» с рекордным числом побед выиграли дивизион, а затем и Мировую серию. По итогам сезона Беттс стал обладателем призов Золотая перчатка и Сильвер Слаггер, а также был признан Самым ценным игроком Американской лиги. Он стал одиннадцатым лауреатом этой награды в истории клуба.
В феврале 2020 года в ходе крупного обмена Беттс и питчер Дэвид Прайс перешли в «Лос-Анджелес Доджерс». «Ред Сокс» получили аутфилдера Алекса Вердуго, шортстопа Джитера Даунса и кэтчера Коннора Вонга. Бостонский клуб также выплатил денежную компенсацию. Перед началом регулярного чемпионата в июле 2020 года Беттс продлил контракт с клубом на двенадцать лет, сумма соглашения составила 365 млн долларов. Сумма бонуса за подписание контракта составила рекордные 65 млн долларов. Сделка между «Доджерс» и Беттсом по общей сумме выплат стала второй в истории лиги, уступив только контракту Майка Траута с «Лос-Анджелес Энджелс».

## Боулинг
Беттс на профессиональном уровне играет в боулинг. В 2018 году он принимал участие в играх Мировой серии Профессиональной ассоциации боулеров, где сыграл совершенную игру, набрав максимально возможные триста очков.